# Carroña

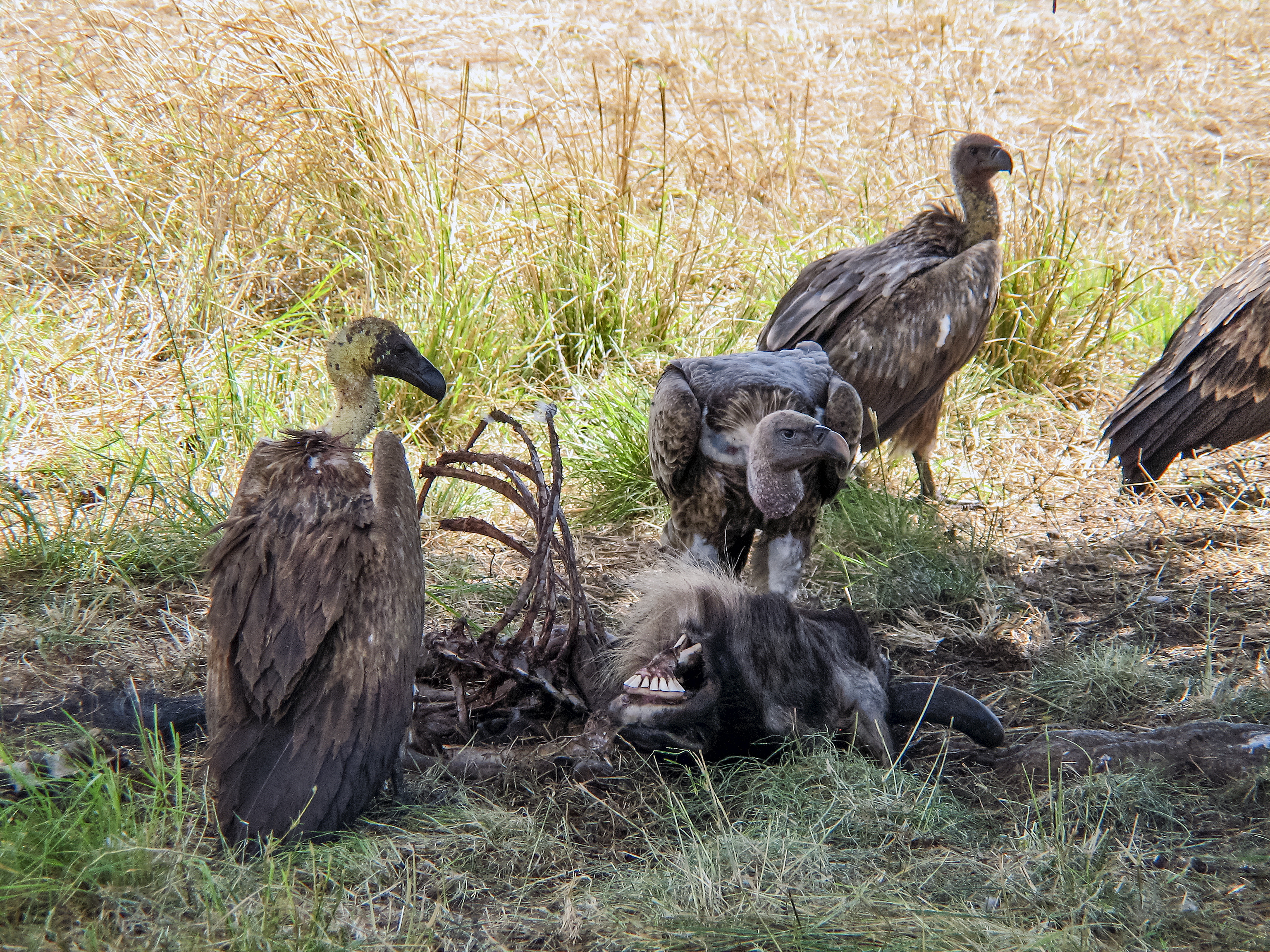
Buitres africanos comiendo los restos de un ñu en Kenia.

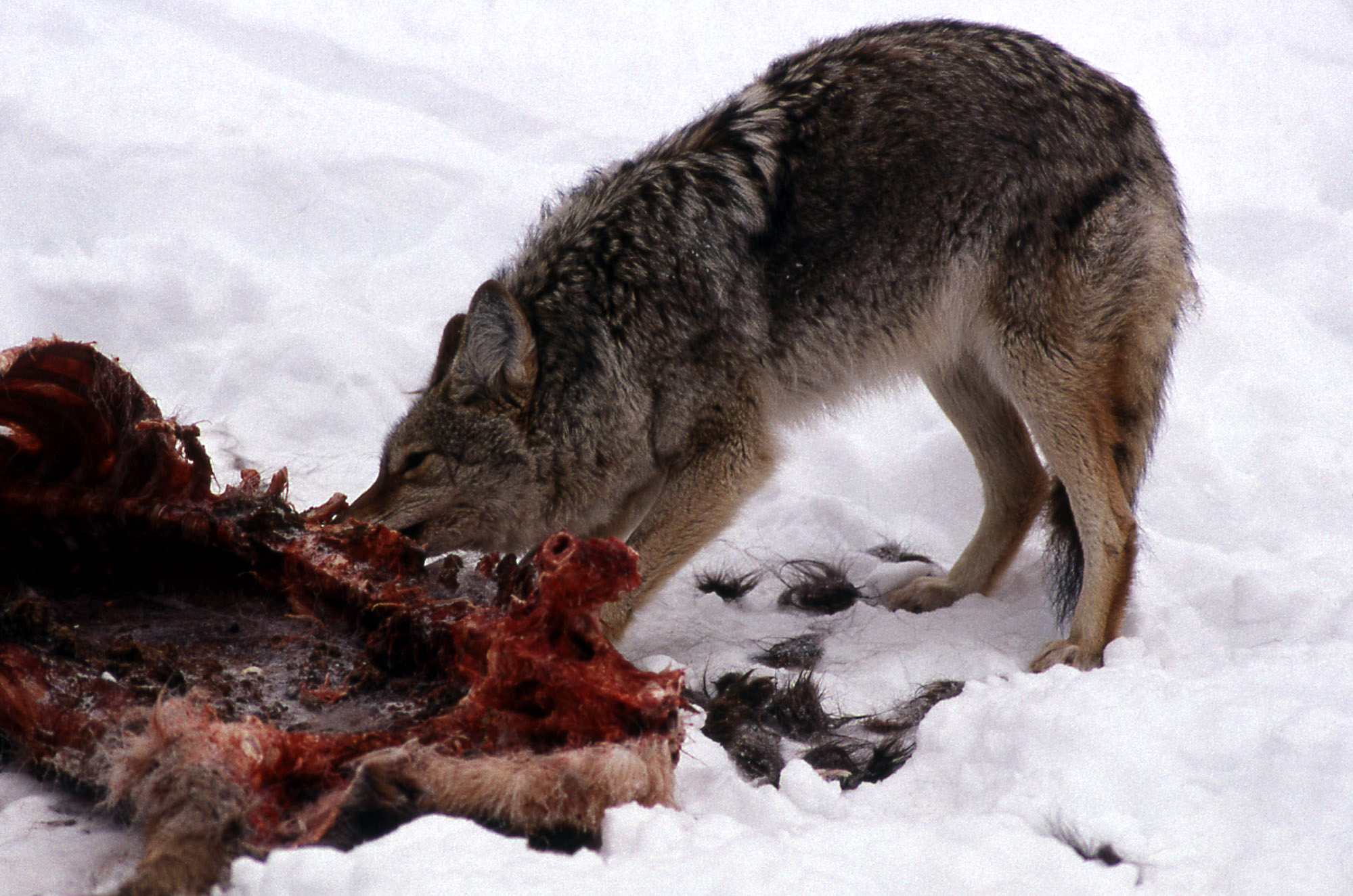
Un coyote alimentándose de carroña de un alce en el Valle Lamar del parque nacional de Yellowstone durante el invierno.

Carroña es el nombre que recibe la carne podrida. Constituye una importante fuente de alimento para grandes carnívoros y omnívoros en la mayoría de los ecosistemas. Algunos ejemplos de animales carroñeros son, el cóndor (Vultur gryphus), los buitres, las águilas, los halcones, las hienas, la zarigüeya de Virginia, el demonio de Tasmania, los coyotes y el dragón de Komodo. Muchos invertebrados, como los sílfidos y las larvas de las moscas azules y de las moscardas de la carne, también comen carroña, jugando un rol importante en el reciclaje del nitrógeno y del carbono en los restos animales.
La carroña comienza a descomponerse en el momento en que muere el animal y de forma progresiva va atrayendo insectos y criando bacterias. Poco después de la muerte del animal, su cuerpo comienza a producir un olor desagradable provocado por la presencia de bacterias y por la emisión de cadaverina y putrescina. 
Algunas plantas y hongos tienen un olor similar a la carroña en descomposición y atraen insectos que colaboran en su reproducción. Las plantas que presentan este comportamiento son conocidas como plantas carroñeras. Los hongos hediondos son un ejemplo de hongos con esta característica.